# Sandnes Ulf
Sandnes Ulf er en norsk fodboldklub fra Sandnes i Rogaland. Klubben spillede i 2012 for første gang i Tippeligaen.  Historien går tilbage til 1. juni 1911, hvor klubben blev stiftet som «Sportsklubben Ulf». I 1987 ændre den navn til «Ulf-Sandnes». Før 2004-sæsonen fusionerede klubben med Sandnes FK og fik sit nuværende navn. Sandnes Ulf er den største fodboldklub i kommunen med omkring 1050 medlemmer fordelt på over 70 hold. Sandnes Ulf spiller sine hjemmekampe på Sandnes stadion i Sandnes idrettspark. 

## Historie
Fodbold "på skikkeligt" i Sandnes kom direkte fra sportens hjemland, England, da de to britiske brødre Arnold og Hubert Thomas flyttede til byen i 1907. Der gik ikke lang tid før de etablerede byens første fodboldklub, Sandnes Fodboldforening, men klubben forsvandt igen da de nogle år senere flyttede hjem til England igen. Interessen og lysten til at spille fodbold blandt byens ungdom var blevet vækket, men uden klub, bane og organisering blev det hele mere eller mindre tilfældigt. 3. maj 1911 tog ni unge mænd initiativ til et møde i Turnhallen, og dette møde blev starten på Sportsklubben Ulf.
På en ekstraordinær generalforsamling 27. juni samme år var der fremkommet tre navneforslag til den nye klubben. ”Smart” og ”Gann” blev droppet til fordel for ”Ulf”. Et dejligt navn, kort, ordenligt og vellydende står der i mødereferatet.